# 伯根 (紐約州村)
伯根（英語：Bergen）是位於美國紐約州傑納西縣的村。

## 人口
根據2020年美國人口普查的數據，伯根的面積為1.91平方千米，皆為陸地。當地共有人口1208人，而人口密度為每平方千米632人。